# Социјално поткрепљење
Социјално поткрепљење означава свако спонтано или планирано повећање учесталости јављања извесног социјално пожељног понашања, става или начина мишљења помоћу одговарајућих социјалних стимулуса који представљају позитивно поткрепљење (похвала, награда, новац, исказивање љубави, углед итд) или умањивање учесталости и елиминацију социјално непожељног понашања средствима социјалног кажњавања (погрда, телесно кажњавање, ускраћивање љубави, пажње, друштвена изолација итд).